# SV Stahl Thale
Der SV Thale ist ein deutscher Sportverein in der Harzstadt Thale, Sachsen-Anhalt. Im Jahr 2013 sind im Verein 1012 Mitglieder organisiert.

## Geschichte

### Anfänge bis 1945
Die Fußballtradition in Thale reicht bis zum Anfang des 20. Jahrhunderts zurück: Am 12. Oktober 1904 wurde mit dem Thaler Fußball-Club der erste Fußballverein in der damals 13.000 Einwohner zählenden Stadt gegründet. Ihm folgte am 4. Mai 1905 der FC Union Thale. Der SC Askania Thale schloss sich 1917 dem Thaler FC an, kriegsbedingt ging dieser Verein am 30. Mai 1917 eine Fusion mit dem FC Viktoria 1911 Thale zur SpVgg Thale ein. Ab 1924 wurde dem Vereinsnamen das Gründungsjahr 1904 angehängt. Durch den Verbot der beiden Arbeitersportvereine VfB Sportfreunde Th. und FC Union Th.  entstand schließlich am 1. Juli 1933 mit dem  SC Preußen Thale neben der SpVgg Thale 04 ein weiterer Fußballverein in Thale. Durch die Fußballreform gab es nun im Harzgau stets reizvolle Duelle um die Vorherrschaft in der Harzstadt. Dabei gelang der SpVgg in den Jahren 1937 und 1940 sogar der Aufstieg in die Bezirksklasse.

### Gründung der Betriebssportgemeinschaft

Logo der BSG Stahl

Nach dem Ende des Zweiten Weltkrieges wurden auf Betreiben der sowjetischen Besatzungsmacht zum 1. Januar 1946 alle bürgerlichen Vereine aufgelöst. Sportwettkämpfe durften zunächst nur auf Stadt- bzw. Kreisebene stattfinden. Sportler aus Thale hatten bereits im Oktober 1945 die Sportgruppe Thale gegründet. Sie fanden Unterstützung durch das in Thale ansässige Eisenhüttenwerk, und so wurde die Sportgruppe am 1. Mai 1946 in SG Eisenhüttenwerk (EHW) Thale umbenannt. Nach Gründung der DDR wurde dort der Sport auf eine neue ökonomische Basis umgestellt, so genannte Trägerbetriebe schufen Betriebssportgemeinschaften (BSG), die von ihnen finanziell unterstützt wurden. In Thale wurde daraufhin am 17. Januar 1951 die bisherige Sportgemeinschaft in die BSG Stahl Thale umgewandelt, Trägerbetrieb blieb weiterhin das Eisenhüttenwerk.

### SV Stahl Thale ab 1990
Mit der politischen Wende von 1989 fielen die ökonomischen Voraussetzungen für Betriebssportgemeinschaften fort, andererseits konnten wieder selbständige Vereine gegründet werden. Am 6. Juli 1990 gründeten Mitglieder der ehemaligen BSG Stahl den neuen Sportverein Stahl Thale. 

## Fußball

### Von der Fußballkreisklasse in die Oberliga und DDR-Pokalsieger
Schon innerhalb der Sportgemeinschaft waren die Fußballer die stärkste Sportgruppe. Sie begannen ihren Spielbetrieb 1946 in der Kreisklasse Quedlinburg, siegten in der Spielzeit 1948/49 in der Bezirksklasse West und wurden 1950 nach einem 3:1-Endspielsieg gegen die BSG Hydrierwerk Zeitz Fußballmeister von Sachsen-Anhalt. In der anschließenden Aufstiegsrunde zur DDR-Oberliga qualifizierten sich die Harzer mit einem dritten Platz am 25. Juni 1950 für die höchste DDR-Fußballklasse. Die Erfolgskette riss auch in der anschließenden Pokalrunde nicht ab. Nach Siegen über die BSG Finow (14:1), ZSG Schuhmetro Weißenfels (2:1) und BSG Märkische Volksstimme Babelsberg (3:2) stand die SG Eisenhüttenwerk Thale am 3. September 1950 im Ost-Berliner Walter-Ulbricht-Stadion im Endspiel des FDGB-Pokals. Vor 15.000 Zuschauern wurde der Vierte der abgelaufenen Oberligasaison, die BSG KWU Erfurt, mit 4:0 bezwungen.
| Pokalsiegerelf vom 3. September 1950 Heinz Bernhardt Heinz Bake, Hans Grützemann Walter Klapproth, Otto Trolldenier, Helmuth Feuerberg Günter Weitkuhn, Gerhard Apel, Werner Oberländer, Rudolf Wlassny, Willy Gropp ______ Torschützen: Weitkuhn, Wlassny, Oberländer, Gropp |

Mit der gleichen erfolgreichen Mannschaft ging Thale in seine erste Oberligasaison 1950/51. Am Ende belegte die BSG Stahl mit 17 Siegen aus 34 Spielen den siebenten Platz und war damit bester Aufsteiger der Spielzeit. Mittelstürmer Werner Oberländer wurde mit 31 Treffern drittbester Oberligatorschütze. Nach einer schwächeren Saison 1951/52 (Platz 13 unter 19 Mannschaften) erreichten die Stahlwerker mit Rang fünf im Spieljahr 1952/53 ihr bestes Oberligaergebnis. Ein Jahr später folgte jedoch der Absturz; mit nur vier Siegen und der schlechtesten Torbilanz aller Mannschaften (28:59) landete die Stahl-Mannschaft auf dem letzten Tabellenplatz.
siehe auch Liste der DDR-Oberligaspieler der BSG Stahl Thale

### Fußball zwischen Zweit- und Drittklassigkeit
In der folgenden Saison 1954/55 hatte Thale das Pech, dass die bisher mit drei Staffeln spielende DDR-Liga auf eine Staffel reduziert wurde. Der 7. Platz in der Liga-Staffel 2 reichte nicht zur Qualifikation für die künftig eingleisige DDR-Liga, sodass binnen Jahresfrist der zweite Abstieg hingenommen werden musste. Sieben Jahre belegte die Mannschaft Mittelfeldplätze in der drittklassigen II. DDR-Liga, bis man 1963 erneut Opfer einer Umstrukturierung wurde. Nach Abschluss der Saison 1962/63 wurde die II. DDR-Liga aufgelöst und Stahl Thale musste künftig in der sportlich unattraktiven Bezirksliga Halle antreten. Es dauerte weitere zwölf Jahre in der Drittklassigkeit, bis Thale 1976 Bezirksmeister wurde und sich damit für die DDR-Liga qualifizierte. Obwohl die Liga nach ihrer Aufblähung auf fünf Staffeln kein hohes sportliches Niveau besaß, belegte Thale 1977 nur Platz 9 unter 12 Mannschaften und stieg 1978 als Vorletzter wieder in die Bezirksliga ab. Dort konnte sich das Team regenerieren, wurde erneute Bezirksmeister und behauptete sich danach fünf Jahre in der DDR-Liga. Von 1984 bis 1987 folgten wieder drei Spielzeiten in der Bezirksliga. Inzwischen war die DDR-Liga wieder auf zwei Staffeln reduziert worden und die Bezirksmeister mussten sich über Aufstiegsrunden qualifizieren. 1985 scheiterte Thale noch in der Aufstiegsrunde gegen ISG Schwerin in der Berliner Alten Försterei, doch ein Jahr später gelang erneut der Aufstieg in die DDR-Liga. Dort konnte sich Stahl Thale bis zum Ende des DDR-Fußballs halten, errang 1988 sogar Platz 2 in der Südstaffel.

### Herausragende Fußballspieler
- Pokalsiegerelf 1950 siehe oben
- Auswahlspieler:
  - Heinz Bernhardt, 2 B-Länderspiele für Thale
Helmut Feuerberg, 1 B-Länderspiel für Thale
Gerhard Schaller, 5 A-Länderspiele für Empor Rostock
Hans Speth, 2 A-Länderspiele für Empor Halle und Empor Rostock
- Rekord-Oberligaspieler:
  - Helmut Feuerberg, 1950–1954, 111 Spiele
Hans Grützemann, 1950–1954, 110
Otto Trolldenier, 1950–1954, 110
Willi Geyert, 1950–1954, 105
- Rekordserien in der DDR-Liga
  - Thomas Große 1979/80–1989/90
 Bernd Fuchs 1979/80–1989/90
 Bernd Teichmann 1979/80–1989/90

- Für die Zeit ab 2000
  - Alexander Block, seit 2017/18

### Fußball-Liga-Statistik 1946–1990
- 1946–1948 Kreisklasse Quedlinburg
- 1948–1949 Bezirksklasse Sachsen-Anhalt
- 1949–1950 Landesklasse Sachsen-Anhalt
- 1950–1954 DDR-Oberliga
- 1954–1955 DDR-Liga
- 1955–1963 II. DDR-Liga
- 1963–1976 Bezirksliga Halle
- 1976–1978 DDR-Liga
- 1978–1979 Bezirksliga Halle
- 1979–1984 DDR-Liga
- 1984–1987 Bezirksliga Halle
- 1987–1990 DDR-Liga

### Ab 1990
Die 1. Fußballmannschaft des 1990 gegründeten Vereins wurde in die Südstaffel der neu geschaffenen Liga des Nordostdeutschen Fußballverbandes (NOFV-Liga Nordost, drittklassig) eingegliedert und konnte die Saison 1990/91 mit einem 3. Platz abschließen. 1992 versuchte die Fußballabteilung einen Alleingang und gründete am 3. März die Spielvereinigung Thale 04 in Erinnerung an den 1904 gegründeten Verein gleichen Namens. Die neu formierte Mannschaft hatte jedoch zu wenig sportliche Substanz, sodass am Ende der Saison 1992/93 der Abstieg in die fünftklassige Verbandsliga Sachsen-Anhalt hingenommen werden musste. Nachdem im Jahr 2000 auch noch der Abstieg in die Landesliga erfolgte, beendeten die Fußballer die Episode der Sportvereinigung 04 und kehrten am 1. Juli 2001 unter das Dach des SV Stahl zurück. Nach einem Zwischenspiel in der Kreisliga Quedlinburg in der Saison 2002/03 konnten die Thaler 2005 den Wiederaufstieg in die Landesliga feiern. Nach der Saison 2010/11 stieg der Verein in die 8. Liga, die Landesklasse Sachsen-Anhalt, ab. 2013 gelang die Rückkehr in die Landesliga, aus der der SV Thale 2018 wieder absteigen musste.
- Fußballplatzierungen der letzten Jahre
  - 2000–2002 Landesliga Sachsen-Anhalt
  - 2002–2003 Kreisliga Quedlinburg
  - 2003–2005 Landesklasse Sachsen-Anhalt
  - 2005–2011 Landesliga Sachsen-Anhalt
  - 2011–2013 Landesklasse Sachsen-Anhalt
  - 2013–2018 Landesliga Sachsen-Anhalt
  - 2018–2020 Landesklasse Sachsen-Anhalt
  - seit 2020 Landesliga Sachsen-Anhalt

## Andere Abteilungen
Der SV Stahl Thale hat über 40 Abteilungen, die auf 12 Sportarten verteilt sind. Die zahlenmäßig größten Abteilungen sind Fußball und Handball in verschiedenen Leistungsklassen, gefolgt von Tennis und Volleyball. Die anderen Abteilungen sind meist im Freizeit- und Breitensport aktiv bzw. präsentieren ihr Können in der Öffentlichkeit.
- Frauenfußball
- Handball
- Volleyball
- Badminton
- Boxen
- Bergsteigen
- Skilanglauf
- Tanzen
- Leichtathletik
- Faustball
- Basketball
- Tennis
- Kampfsport
- Gymnastik
- Gesundheitssport
- Behindertensport